# 브라이언 브라운
브라이언 브라운(Bryan Brown, 1947년 6월 23일 ~ )은 오스트레일리아의 배우이다.

## 출연 작품
- 칵테일
- 파도가 지나간 자리
- 피터 래빗 - 피터 아빠 역
- 더 브레이브
- 장고: 분노의 추적자 - 후트 피터스 역
- 홈 어게인